# Nüshu

„Nüshu” napisane pismem nüshu (od prawej do lewej)

Nüshu (chiń. 女書; pinyin nǚshū; dosł. „kobiece pismo”) – pismo używane w południowych Chinach (prowincja Hunan), o 400-letniej historii, posługiwały się nim wyłącznie kobiety w okolicach powiatu Jiangyong (江永) w prowincji Hunan. Był to otwarty sylabariusz oparty na miejscowym dialekcie Chéngguān (城关土话), południowej odmianie dialektu xiang (湘 xiāng), którym posługują się Chińczycy zamieszkujący przede wszystkim  prowincję Hunan.
Pula najczęściej występujących znaków składa się z 600–700 logogramów, a wraz z rzadziej używanymi wariantami ich liczba sięga nawet 1,5 tys. Znaki nüshu to w dużej części wydłużone i pochylone formy pisma chińskiego. W przeciwieństwie do niego w nüshu słowa homofoniczne zapisywano jednym znakiem. Część znaków  oparta jest na wzorach hafciarskich.
Ostatnia kobieta, która nauczyła się nüshu w tradycyjny sposób – a więc w domu, od krewnych i przyjaciółek – 96-letnia Yang Huanyi – zmarła 20 września 2004 roku. Pismo nüshu przekazywane było w tajemnicy przed mężczyznami i pełniło funkcję użytkową (wymiana listów, pisanie wierszy), ornamentacyjną (w hafcie) i obrzędową (np. wypisywano nim tzw. Księgi Trzeciego Dnia (三朝书, pinyin: sānzhāoshū), które krewne panny młodej przygotowywały jako element wiana). Księgi odczytywane były wyłącznie w żeńskim gronie trzeciego dnia po ślubie przez kobiety z rodziny pana młodego. Zawierały listę cnót i charakterystykę młodej mężatki, były swego rodzaju „listami uwierzytelniającymi”.
Zapisane przez Yang Huanyi listy, wiersze i artykuły w tym języku zostały wydane w 2004 roku w książce opublikowanej przez Uniwersytet Tsinghua w Pekinie. W 2002 roku w Jiangyong powstało muzeum, w którym zgromadzono teksty i obiekty z napisami w nüshu. Od lat 80. istnieje też słownik znaków pisma nüshu, a ostatnio władze powiatu Jiangyong traktują pismo jako atrakcję turystyczną i zachęcają młode kobiety do jego nauki w nowej szkole nüshu.
Przed chińską rewolucją kulturalną palono zwykle pisma w nüshu sporządzone przez zmarłą, aby wysłać je – jako dym – w zaświaty i uradować duszę nieboszczki. W czasie rewolucji tysiące manuskryptów zostały zniszczone przez Czerwoną Gwardię jako "przeżytek feudalizmu" i do dzisiejszych czasów przetrwało ich niewiele. Znany jest przypadek, kiedy kobietę z chustką z wyhaftowanymi znakami nüshu aresztowano w pociągu z podejrzeniem, że to szpieg z zaszyfrowaną instrukcją.
Do zagłady nüshu przyczyniły się także zmiany obyczajowe w Chinach w XX wieku, które zniosły krępowanie stóp i pozwoliły kobietom na aktywność – naukę i pracę poza domem rodzinnym. Odkąd kobiety w Jiangyong mogą się uczyć pisma chińskiego, niegdyś dla nich zakazanego (i nazywanego pismem mężczyzn), tajne pismo straciło rację bytu.
Nieco podobną genezę do nüshu ma japońska hiragana, również współtworzona i używana przez kobiety i nazywana po jap. onnade (女手), czyli „kobiecą ręką”. Miękkie, zaokrąglone linie hiragany wyraźnie odróżniają ją od katakany i kanji.
Świat kobiet posługujących się nüshu opisała w bardzo przystępnej, zbeletryzowanej formie Lisa See, amerykańska autorka chińskiego pochodzenia, w powieści Kwiat Śniegu i sekretny wachlarz (Świat Książki, Warszawa, 2005).